# Pato Escala

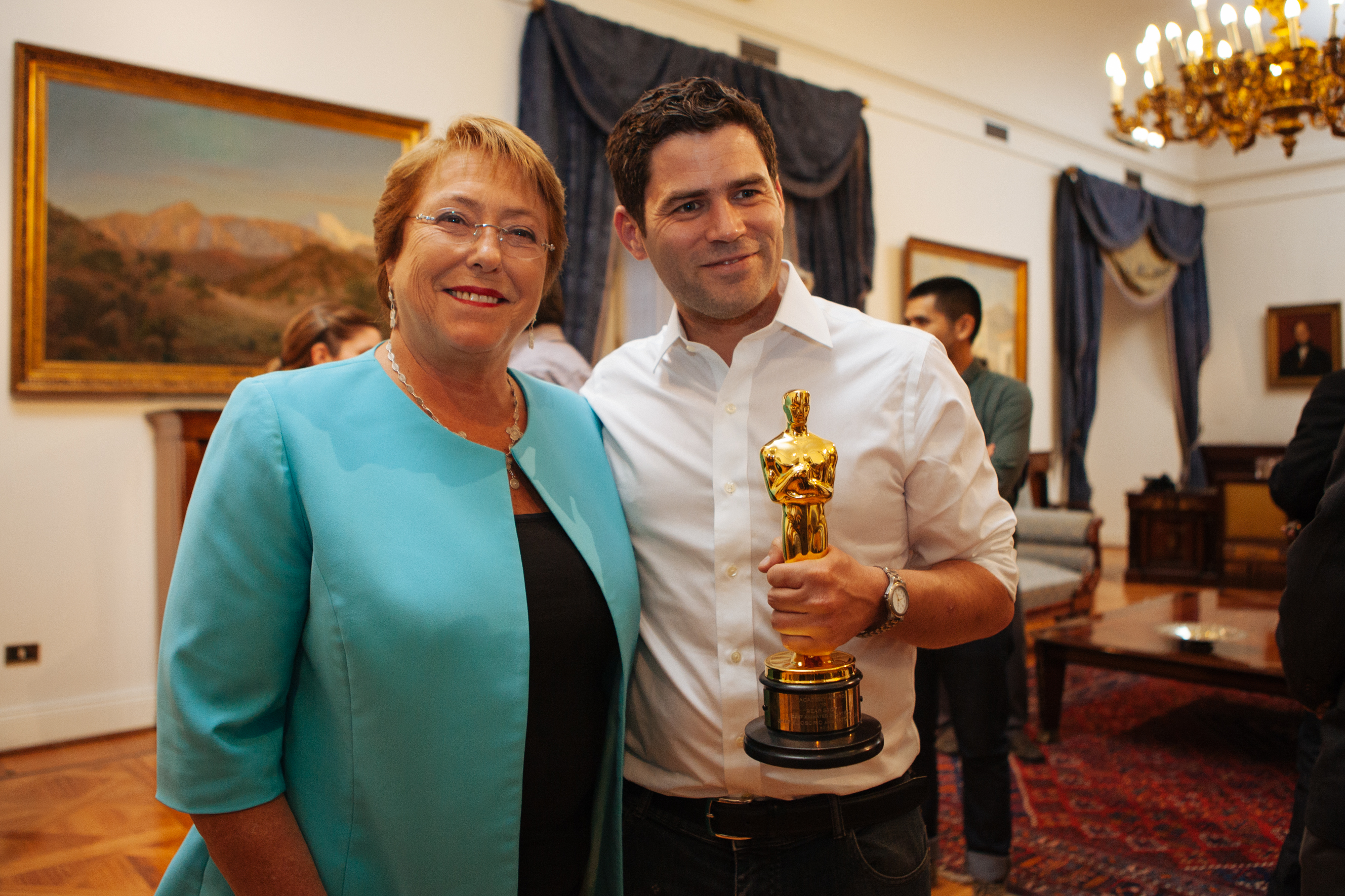
Escala mit der chilenischen Präsidentin Michelle Bachelet (2016)

Patricio „Pato“ Escala Pierart (* in Talcahuano) ist ein chilenischer Filmproduzent.

## Leben
Escala studierte von 2002 bis 2006 Audiovisuelle Kommunikation und Post-Produktion an der Duoc UC und lehrt seit 2010 Filmproduktion an der Universidad de las Américas.
Er gehört seit 2008 zum von Gabriel Osorio gegründeten Filmstudio Punkrobot, wo er als Ausführender Produzent tätig ist. Für den 2015 erschienenen Kurzanimationsfilm Bear Story erhielten Osorio und Escala 2016 einen Oscar in der Kategorie Bester animierter Kurzfilm.
Escala lebt und arbeitet in Santiago de Chile.